# Station Pléchâtel
Station Pléchâtel is een spoorweghalte in de Franse gemeente Pléchâtel. Zij wordt bediend door treinen van het netwerk TER Bretagne op de trajecten Rennes - Messac-Guipry en Rennes - Redon.